# Planeta Verão
Planeta Verão foi um programa de televisão brasileiro, criado em 2001 e exibido pela Rede Globo. Apresentado por Xuxa, teve duas edições. A primeira foi gravada em uma ilha. Os convidados de Xuxa se hospedaram lá e as câmeras filmavam e mostravam tudo o que rolava. Já em 2002, o programa invadiu o exército. E muitas competições entre artistas rolaram no ambiente da caserna. O Planeta Verão tem semelhança com o Conexão Xuxa, especial exibido pela Globo de dezembro de 2007 a janeiro de 2008.
Foi considerado uma versão do Planeta Xuxa.